# Léon Letsch
Léon Letsch (* 20. Mai 1927 in Mamer) ist ein ehemaliger luxemburgischer Fußballspieler.

## Karriere

### Vereine
Letsch begann 18-jährig im Seniorenbereich bei Spora Luxemburg. Von 1945 bis 1950 bestritt er durchgängig in der Ehrendivision, der bis Saisonende 1956/57 unter diesem Namen höchsten Spielklasse im luxemburgischen Fußball, Punktspiele. Das Saisonende 1948/49 schloss er mit seiner Mannschaft als Erstplatzierter ab und gewann mit der Meisterschaft seinen ersten Titel in seiner Spielerkarriere, dem er mit dem Pokalgewinn 1950 mit dem 5:1-Sieg über die Red Boys Differdingen einen zweiten sogleich hinzufügte.
Anschließend begab er sich ins Ausland und spielte für drei Jahre beim französischen Erstligisten CO Roubaix-Tourcoing. In seiner ersten Saison bestritt er 16 Punktspiele, in denen er vier Tore erzielte. In der Folgesaison kam er in 17 Punktspielen zum Einsatz, erzielte jedoch nur ein Tor, erreichte mit dem achten Platz aber das beste Ergebnis in der Meisterschaft.
Nach Luxemburg zurückgekehrt, spielte er von 1953 bis 1961 ein zweites Mal für
Spora Luxemburg, ebenfalls erfolgreich. 1956 gewann er seine zweite Meisterschaft, 1957 seinen zweiten Pokal. Mit der errungenen Meisterschaft war er mit seiner Mannschaft auch erstmals im Wettbewerb um den Europapokal der Landesmeister vertreten. In diesem spielte er dreimal gegen den Deutschen Meister Borussia Dortmund. Das Vorrundenhinspiel am 1. August 1956 im Stadion Rote Erde wurde mit 3:4 verloren, das Rückspiel am 6. September 1956 im heimischen Josy-Barthel-Stadion dagegen mit 2:1 gewonnen, aufgrund seines Siegtores in der 39. Minute. Die Egalisierung des Gesamtergebnisses – die Auswärtstorregel fand seinerzeit noch keine Anwendung – erforderte ein erneutes Aufeinandertreffen und erneut im Stadion Rote Erde; Borussia Dortmund gewann mit 7:0 und zog in die nächste Runde ein.

### Nationalmannschaft
Für die A-Nationalmannschaft bestritt er 13 Länderspiele, in denen er vier Tore erzielte. Sein Debüt gab er am 24. Mai 1947 in Luxemburg bei der 0:6-Niederlage im Freundschaftsspiel gegen die Nationalmannschaft Schottlands. Sein erstes Tor gelang ihm am 23. März 1949 in Bratislava beim 2:2-Unentschieden gegen die Nationalmannschaft der ČSSR mit dem Treffer zur 2:1-Führung in der 63. Minute. Jeweils ein Freundschaftsländerspiel bestritt er im Jahr 1950 (2:2; 1 Tor gegen die Nationalmannschaft Norwegens am 15. August in Bergen), 1951 (3:0-Sieg über die Nationalmannschaft Finnlands am 4. November in Luxemburg) und 1959 (0:1 gegen die Nationalmannschaft Norwegens am 17. Juni in Oslo).
Als Spieler der Olympiaauswahl kam er im olympischen Fußballturnier 1952 in Helsinki zu zwei Turnierspielen. Sein Debüt hatte er am 16. Juli in Lahti, als er mit seiner Mannschaft die britische Nationalmannschaft mit 5:3 nach Verlängerung in der Vorrunde bezwang; dabei erzielte er das erste Tor in der Verlängerung zum 2:1. Vier Tage später gehörte er der (spielenden) Mannschaft an, die in Kotka das Achtelfinale gegen die Nationalmannschaft Brasiliens mit 1:2 verlor. Des Weiteren bestritt er in drei WM-Qualifikationsrunden (1949/50, 1956/57, 1960/61) insgesamt sechs Spiele, in denen ihm ein Tor gelang.
In insgesamt 40 Vergleichen (sieben Tore) mit Ländervertretungen, bestehend aus Halbprofis, Amateuren und B-/bzw. Zweitvertretungen, kam er im Zeitraum von 1947 bis 1961 ebenfalls zum Einsatz, diese finden in der offiziellen Statistik jedoch keine Berücksichtigung.

## Erfolge
- Luxemburgischer Meister 1949, 1956
- Luxemburgischer Pokal-Sieger 1950, 1957